# Шуліков Сергій Вікторович
Сергі́й Ві́кторович Шуліков (1983—2014) — військовослужбовець високомобільних десантних військ Збройних сил України, майор (посмертно).

## Життєпис
Народився 1983 року в селищі Садове Снігурівського району Миколаївської області. 2000 року закінчив ЗОШ селища Садове.
Починаючи 2000 роком — в Збройних Силах України. 2004 року закінчив аеромобільний факультет Одеського інституту Сухопутних військ. З 2004 року — командир розвідувальної роти, інструктор з парашутно-десантної підготовки 13-го батальйону 95-ї окремої аеромобільної бригади.
Від 23 квітня 2014 року брав участь у боях російсько-української війни. 28 липня 2014 року загинув під Шахтарськом від кулі снайпера (перебував на броні БТРа, коли розвідувальний загін потрапив у засідку терористів).
Удома залишилися вагітна на той час дружина Світлана й двоє дітей — донька Дарина 2002 і син Владислав 2012 років народження. По смерті батька народилася друга донька — Інесса.
Останнє прощання відбулося 1 серпня 2014-го в Житомирі на Смолянському військовому кладовищі.

## Нагороди та відзнаки
- 14 листопада 2014 року за особисту мужність і героїзм, виявлені у захисті державного суверенітету та територіальної цілісності України, вірність військовій присязі під час російсько-української війни, відзначений — нагороджений орденом Богдана Хмельницького ІІІ ступеня (посмертно)
- 2 серпня 2015 р. нагороджений відзнакою «Народний Герой України» (посмертно)
- Меморіальний знак встановлено на площі ім. майора В. Постолакі в Ужгороді
- 8 травня 2015 року у селищі Садове на фасаді будівлі ЗОШ, де навчався Сергій, йому відкрито меморіальну дошку.